# Beatyfikowani w 1979 roku
Papież Jan Paweł II w 1979 roku beatyfikował 3 osoby.

## Beatyfikowani
24 lutego 1979
- Bł. Małgorzata Ebner (zatwierdzenie kultu)

29 kwietnia 1979
- Bł. Franciszek Coll
- Bł. Jakub Laval

14 października 1979
- Bł. Henryk de Ossó Cervelló